# نینو (مالی)
نینو (به لاتین: Niono) یک منطقهٔ مسکونی در مالی است که در استان سگو واقع شده‌است. نینو ۴۹۱ کیلومتر مربع مساحت و ۹۱٬۵۵۴ نفر جمعیت دارد و ۲۷۷ متر بالاتر از سطح دریا واقع شده‌است.